# Johann Georg Preissler
Johann Georg Preissler (* 7. Juli 1757 in Kopenhagen; † 21. April 1831 in Lyngby) war ein deutsch-dänischer Kupferstecher.

## Leben
Johann Georg war ein Sohn des Kopenhagener Hofkupferstechers Johann Martin Preissler aus der Nürnberger Künstlerfamilie Preissler und dessen Ehefrau Anna Sophia Schuckmann. Er erlernte sein Handwerk an der Kopenhagener Akademie und errang hier 1780 eine Goldene Medaille. 1781 ging er über Hamburg, wo er Klopstock aufsuchte, nach Paris. Hier blieb er bis 1788 und machte Studien bei Johann Georg Wille. Nach seiner Rückkehr nach Kopenhagen wurde er zum königlichen Hofkupferstecher, Professor und Mitglied der Kunstakademie ernannt.
Er heiratete 1788 Anna Rebecca Pflueg (1767–1817), Tochter des Offiziers Christian Carl Pflueg (1728–1809).